# Oncidium leucomelas
Oncidium leucomelas là một loài thực vật có hoa trong họ Lan. Loài này được (Rchb.f.) Dressler & N.H.Williams mô tả khoa học đầu tiên năm 2003.